# Erik Triemstra
E.R. (Erik) Triemstra (Groningen, 23 februari 1957) is een Nederlands burgemeester.
Na een aantal jaren als manager in het bedrijfsleven te hebben gewerkt, werd Triemstra namens het CDA in 2002 wethouder in de gemeente Rijswijk (Zuid-Holland). Dit bleef hij tot 2006, toen zijn partij uit het college verdween.
Van 1 november 2007 tot 14 november 2013 was Triemstra burgemeester van de gemeente Bellingwedde (provincie Groningen).